# 첸트랄블라트 마트

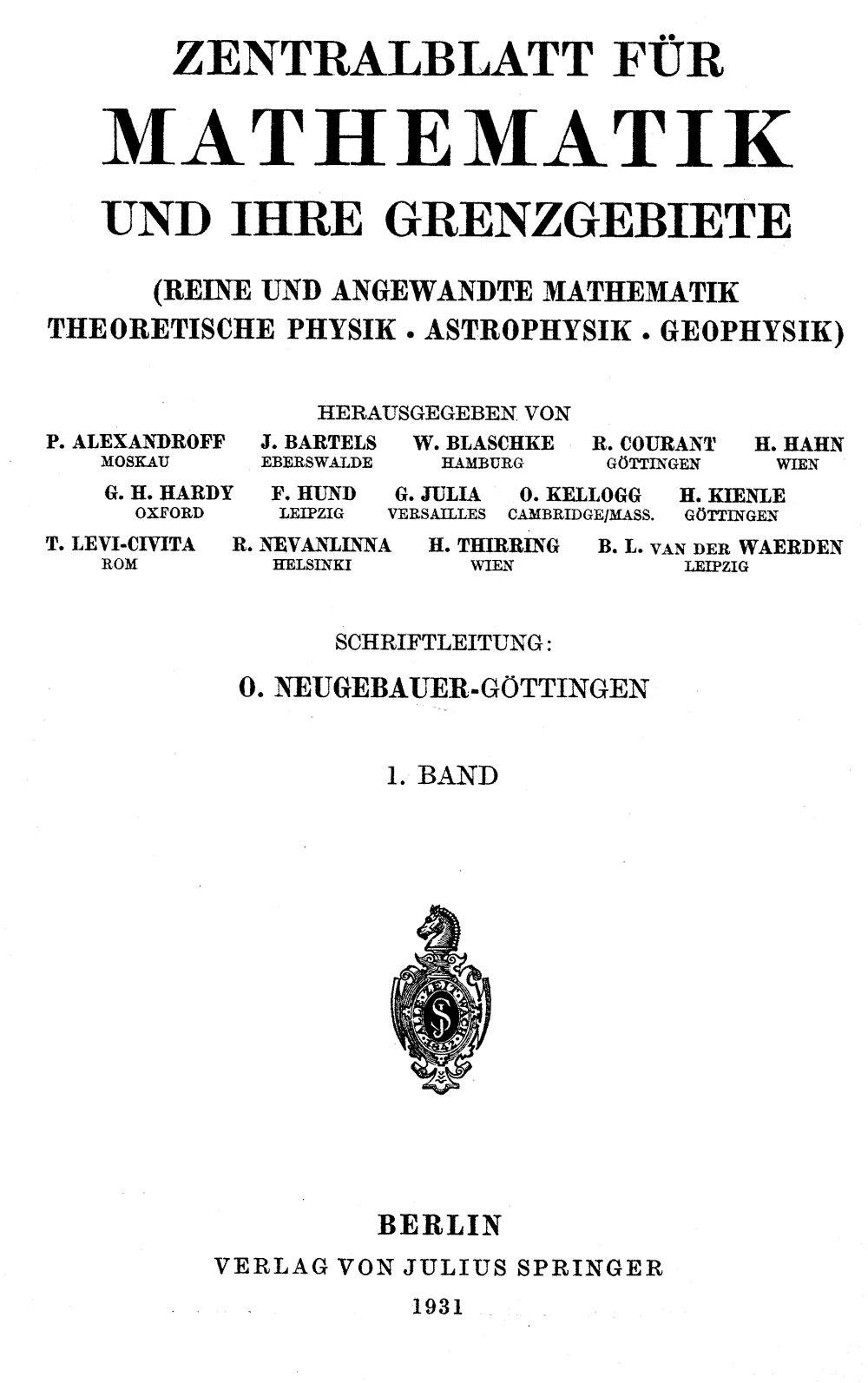

첸트랄블라트 마트(독일어: Zentralblatt MATH)는 순수 및 응용 수학에서의 모든 논문 및 서적을 수록하고 평가하는 논문 색인이다. 1931년 창간된 이래 오늘날 약 3백만 건의 자료를 색인하고 있다. 독일의 슈프링어에서 출판하고, 유럽 수학회(European Mathematical Society)와 FIZ 카를스루헤(FIZ Karlsruhe), 하이델베르크 과학 아카데미(Heidelberger Akademie der Wissenschaften)가 공동 주관한다.
정식 명칭은 수학 및 관련 분야 중심 저널(독일어: Zentralblatt für Mathematik und ihre Grenzgebiete 첸트랄블라트 퓌어 마테마티크 운트 이레 그렌츠게비테[*])이다. 주로 영어로 출간되나, 간혹 독일어나 프랑스어 색인도 있다. 인쇄판 뿐만아니라, 월드 와이드 웹을 통해 사용할 수 있다. 검색은 무료이지만, 일부 자료는 유료이다.

## JFM
JFM(독일어: Jahrbuch über die Fortschritte der Mathematik 야르부흐 위버 디 포르트슈리테 데어 마테마티크[*], 수학 진보 연보)은 1868년부터 1942년까지 출간된 유사한 출판물이며, 약 20만 건의 논문 및 서적을 수록하고 있다. 2003년에 첸트랄블라트의 데이터베이스에 추가되었다.